# Hotel Casa Santo Domingo

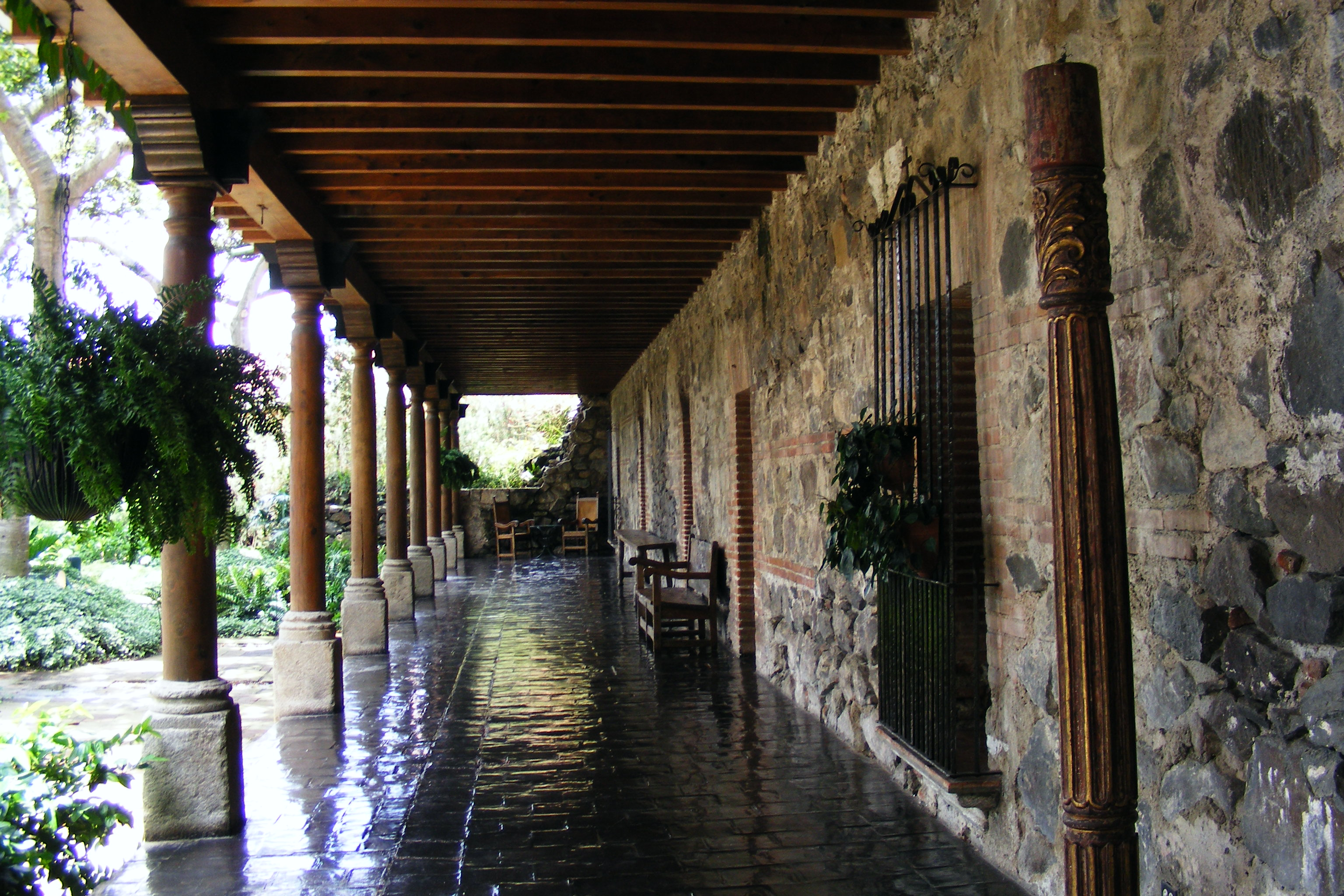
Exterior

El Hotel Casa Santo Domingo es un hotel de 5 estrellas y museo en Antigua Guatemala, Guatemala. Está localizado en el antiguo Convento de Santo Domingo, que alguna vez fue uno de los conventos más grandes de América. El hotel es notorio por preservar la arquitectura barroca de la época colonial y contiene varios tesoros de esa época que son mostrados. El hotel fue inaugurado en junio de 1989.

### Piezas del museo

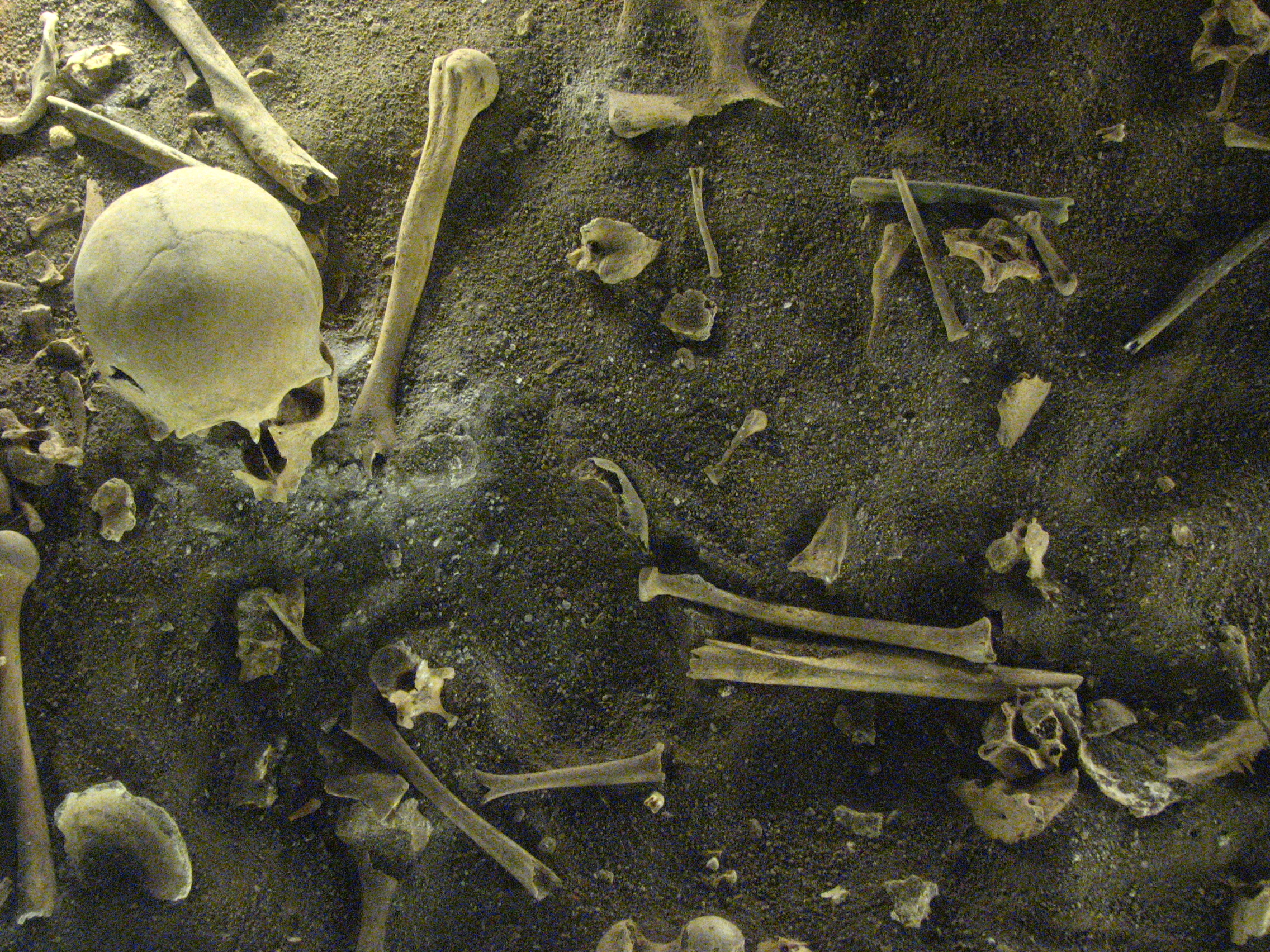
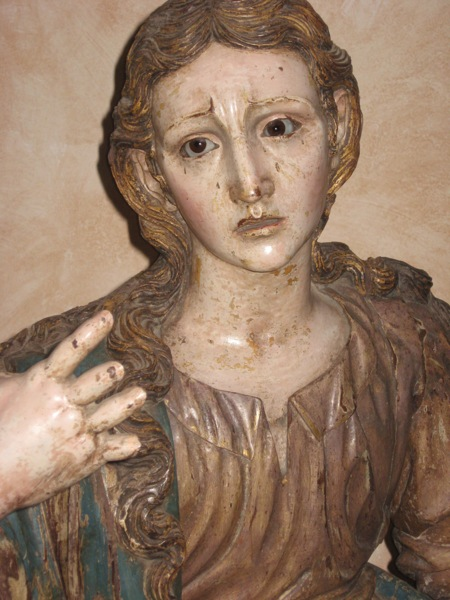
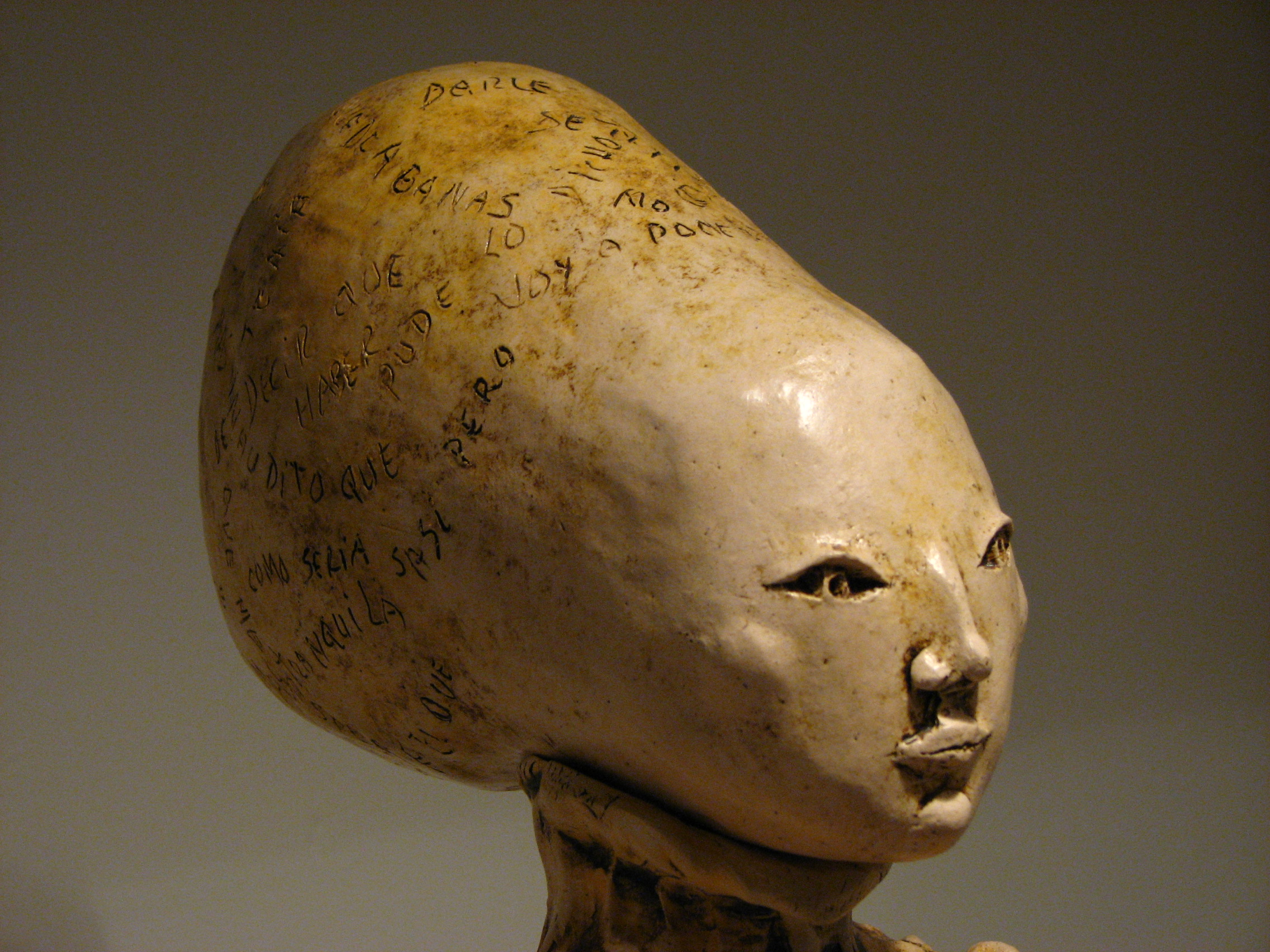
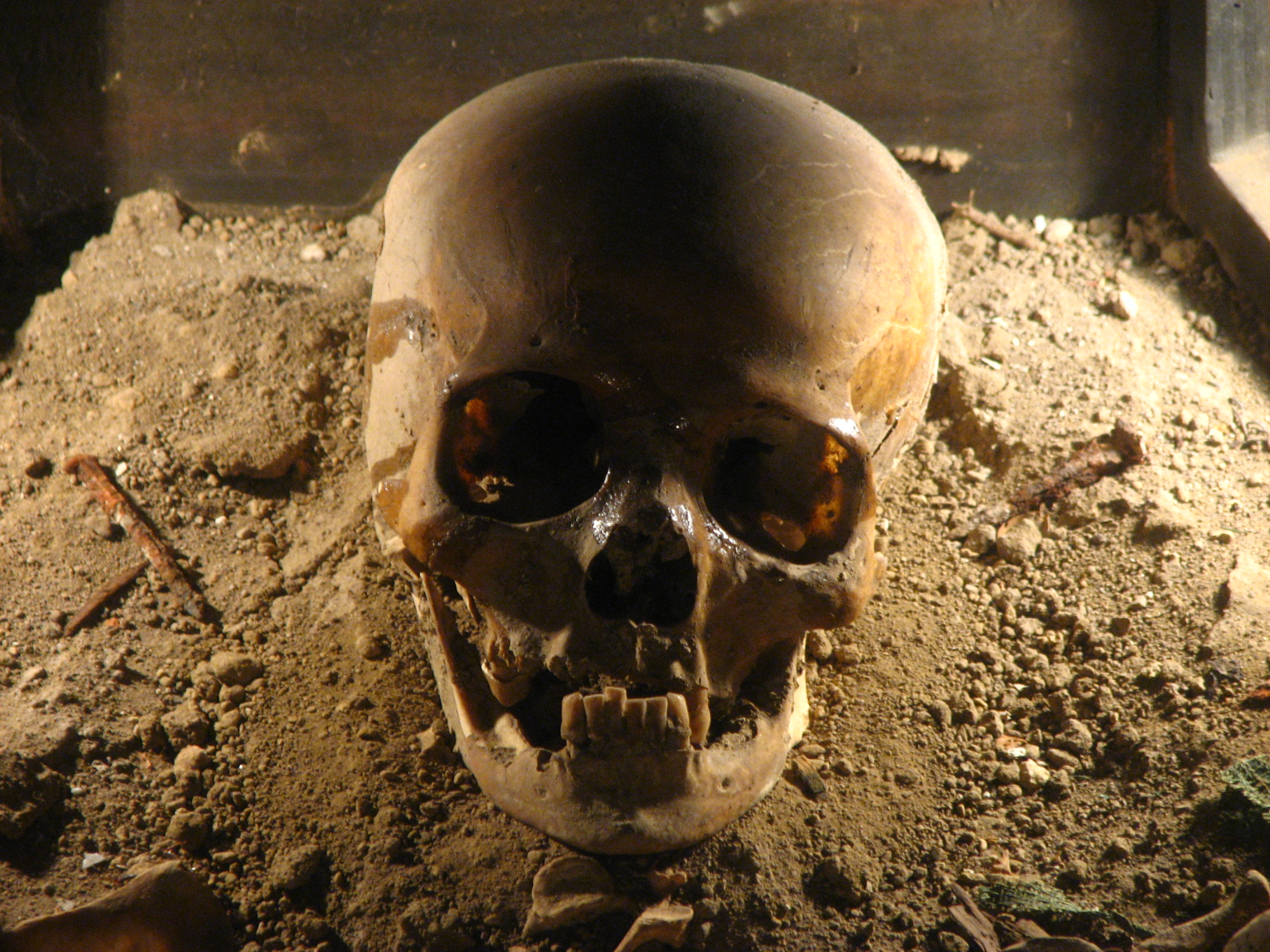

## Galería

### Hotel

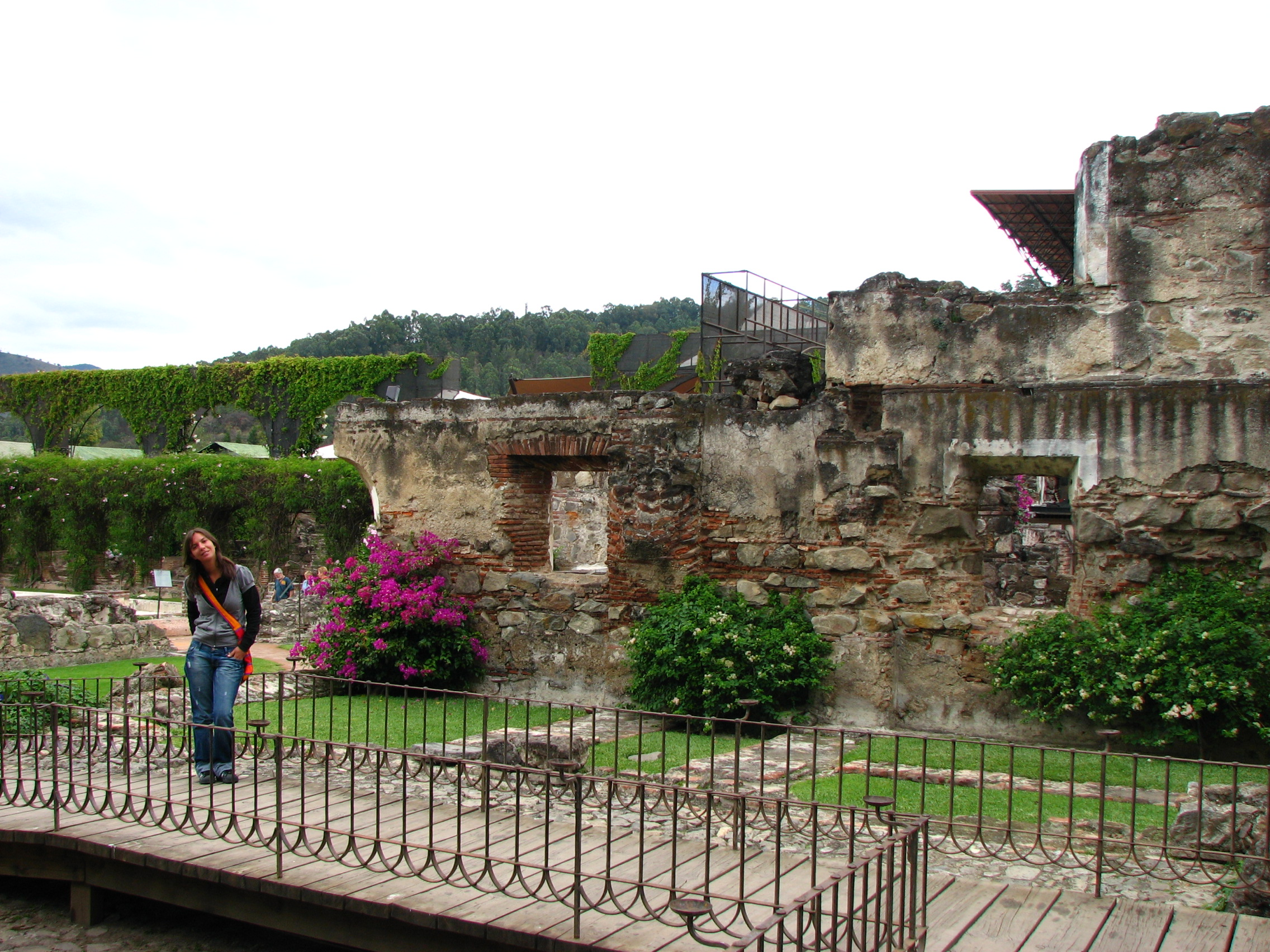
Hotel grounds
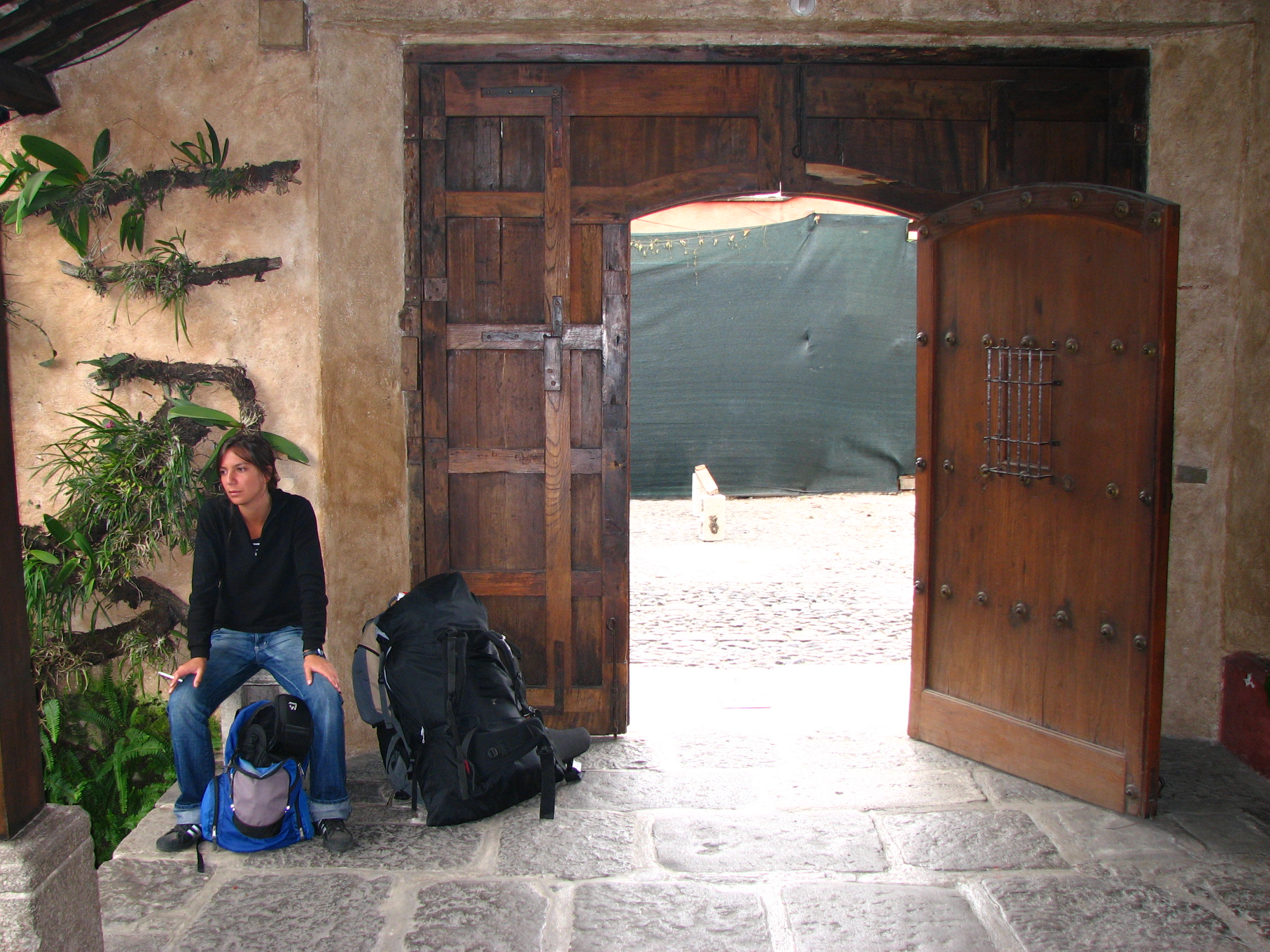
Front door
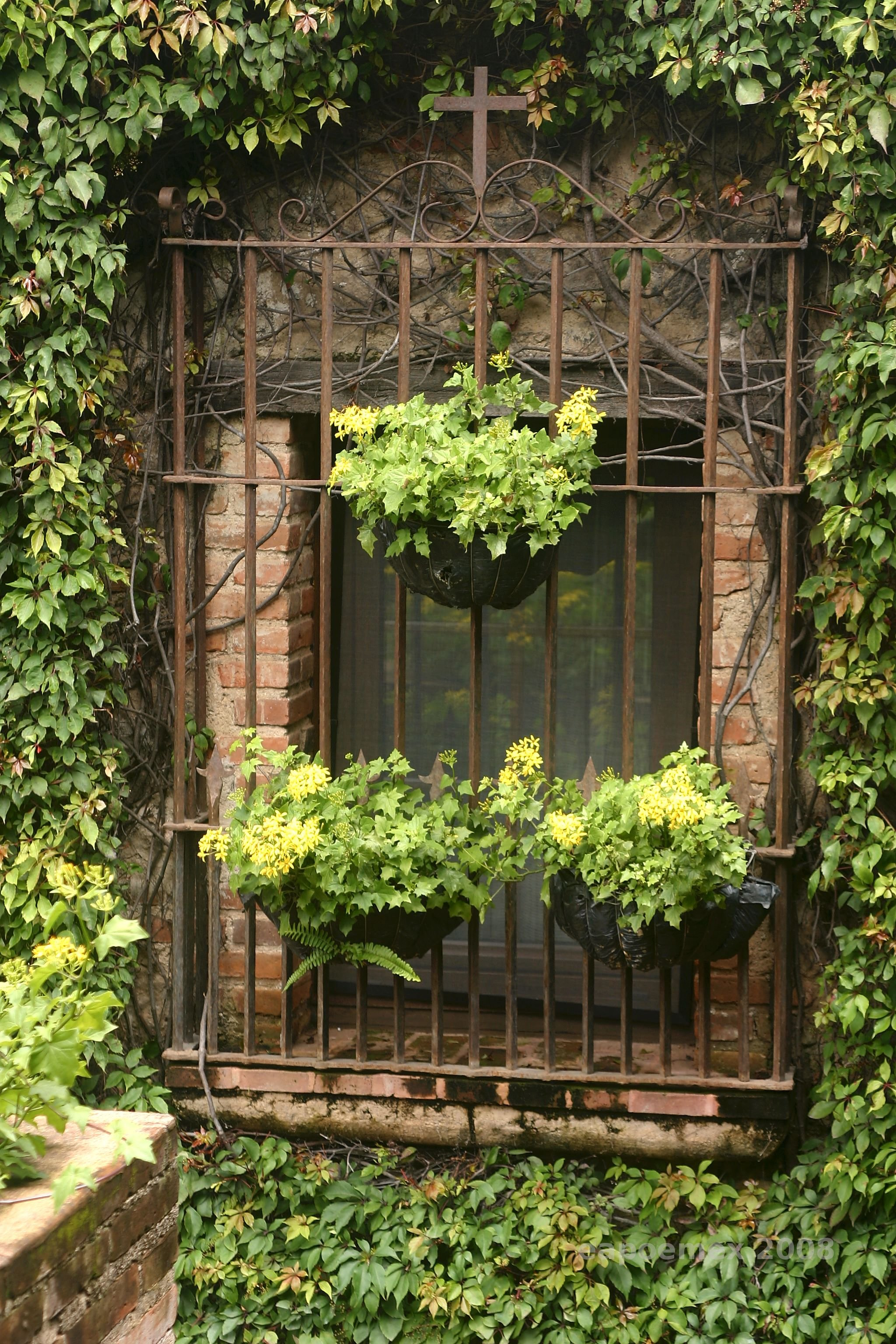
Old hotel window